# Dobroe utro
Dobroe utro (Доброе утро) è un film del 1955 diretto da Andrej Vladimirovič Frolov.

## Trama
Katya, una ragazza tranquilla, ha problemi d'amore e perciò dirotta ogni suo altro interesse sul proprio lavoro ottenendo il successo.
Questa storia rispecchia la filosofia comune a molti altri film sovietici: se qualcosa della tua vita personale va storta, allora convergi tutti i tuoi sforzi su altri progetti più creativi.
Da qui il titolo del film: d'ora in avanti ogni giorno sarà un Buon Giorno !